# Neuroprotektion
Neuroprotektion ist der Versuch, Nervenzellen und Nervenfasern durch pharmakologische oder molekularbiologische Methoden vor dem Absterben zu bewahren. Ziel der Neuroprotektion ist es, einen Krankheitsverlauf zu verzögern und damit die Lebensqualität der Betroffenen zu verbessern. Die 1998 von Ira Shoulson geprägte Definition des Begriffes pharmacological interventions that produce endurig benefits by favourable influencing underlying etiology or pathogenesis and thereby forestalling onset of disease or clinical decline (dt.: „pharmakologische Interventionen, die einen dauerhaften Nutzen bringen, indem sie die zugrunde liegende Ätiologie oder Pathogenese günstig beeinflussen und dadurch den Ausbruch der Krankheit oder den klinischen Rückgang verhindern“) hat noch heute Gültigkeit.